# عماد الدولة بن هود
عماد الدولة عبد الملك بن أحمد بن هود آخر حكام طائفة سرقسطة في عهد ملوك الطوائف.

## سيرته
لم تذكر المصادر شيئًا عن نشأة عبد الملك بن هود، فلم يرد ذكره إلا عندما بعثه أبوه المستعين بن هود إلى يوسف بن تاشفين في المغرب ليطلب منه المساعدة في رفع حصار سانشو راميرز ملك أراغون عن وشقة عام 487 هـ، فأرسل ابن تاشفين لولاته في شرقي الأندلس ليمدوا المستعين بقوات تعاونهم على رفع الحصار. وفي عام 496 هـ، بعثه أبوه مجددًا بهدية عظيمة من الفضة إلى يوسف بن تاشفين وكان في قرطبة، فحضر وقتها مبايعة علي بن يوسف بن تاشفين لولاية عهد أبيه.
وفي عام 503 هـ، خلف عبد الملك أباه وتلقب بعماد الدولة، وبايعه أهل سرقسطة على ألا يحالف الممالك المسيحية، فتعهد لهم عبد الملك بذلك، ثم نكث بوعده بعد فترة قصيرة، فأرسل أهل المدينة إلى علي بن تاشفين في مراكش، يطالبونه بخلع بني هود، فبعث علي قائده محمد بن الحاج اللمتوني وإلى بلنسية ليدخل سرقسطة، فدخلها في 10 ذي القعدة 503 هـ لينهي بذلك استقلالية طائفة سرقسطة آخر ممالك الطوائف استقلالاً عن سلطان المرابطين، وفر عماد الدولة بأهله وأمواله إلى حصن روطة. ووضع نفسه تحت حماية ألفونسو الأول ملك أراغون، حتى وفاته في شعبان 524 هـ.